# Поскрёбышев, Олег Алексеевич
Оле́г Алексе́евич Поскрёбышев (10 июля 1930, Бани, Удмуртская АССР — 16 июля 2007) — русский советский и российский поэт, очеркист, прозаик, публицист, переводчик, общественный деятель. Лауреат государственной премии Удмуртской АССР. Народный поэт Удмуртии. Почётный гражданин Удмуртской Республики (1995). Классик русской поэзии в Удмуртской Республике.

## Биография
Родился 10 июля 1930 года в деревне Бани Кезского района Удмуртской АССР третьим ребёнком в крестьянской семье. С 1937 года учился в местной начальной школе, в 1941—1944 годах — в Озоно-Чепецкой школе. С 7-ми лет вместе со своими сверстниками трудился в колхозе, а в 13 лет встал за плуг.
В 1944 году работал на строительстве железной дороги Ижевск — Балезино. В условиях Великой Отечественной войны основной силой строительства стали колхозники — старики, женщины и дети. Строили железную дорогу вручную: пилами и топорами, кирками и лопатами.
В 1944—1946 годах продолжил обучение в Дебёсской школе. В 1947 году окончил Кезскую школу и поступил в Ижевский медицинский институт, но после трагической смерти отца вернулся в родную деревню помогать семье. Работал в местном колхозе, в 1950 году поступил в Глазовский учительский институт на отделение русского языка и литературы, которое окончил в 1952 году с отличием. Работал учителем в Пужмезской и Кезской школах, в 1959 году заочно получил высшее образование в Глазовском пединституте.
Занимался в литературном объединении при районный газете. 1 января 1952 года опубликовал первое стихотворение «Праздник труда» в глазовской городской газете «Красное знамя». Всего на страницах газеты «Красное знамя» было опубликовано более 100 стихотворений и переводов Олега Поскрёбышева. В 1960 году в издательстве «Удмуртия» вышла первая книга «Моё поколение», затем — «Росинка» (1963), «Живой фонарик» (1964), «Где гнездятся ласточки» (1966).
В 1967 году был принят в Союз писателей СССР.
В 1973—1974 годах работал литконсультантом в Правлении Союза писателей УАССР.
С ноября 1972 года находился на профессиональной писательской работе.
Публиковался в журналах «Юность», «Нева», «Октябрь», «Москва», «Звезда», «Молодая гвардия», «Дружба народов», «Огонёк», «Урал», «Север», «Уральский следопыт», «Аврора», «Волга», «Наш современник»; в «Правде», «Сельской жизни», «Советской России», «Комсомольской правде», «Литературной России», «Учительской газете», «В мире книг» и др. Его произведения включались в поэтические антологии и коллективные сборники: «Антология уральской поэзии», «Поэты Урала», «Венок славы», «Второе рождение», «Именем хлеба», «Между Волгой и Уралом» и др.
Лауреат премий журналов и газет — «Наш современник», «Волга», «Урал» (дважды), «Уральский следопыт» (дважды), «Литературная Россия», «Учительская газета» и др.
Входил в редколлегию журнала «Урал», был членом редколлегии журнала «Уральский следопыт», членом редсовета издательства «Современник».
Автор многих книг стихов, писал стихи для детей. Занимался литературной обработкой народных удмуртских сказок. Переводил стихи удмуртских поэтов: Ф. Васильева, Н. Байтерякова, М. Покчи-Петрова, Г. Ходырева, Д. Яшина, В. Ванюшева и др. В общей сложности вышло 27 книг поэзии и прозы (7 из них были изданы в Москве, 20 — в Ижевске). Стихи Поскрёбышева переводились на удмуртский, украинский, белорусский, карельский, коми, марийский, чувашский, ханты-мансийский, бурятский, немецкий, английский и др. языки; выходили в почти 50 коллективных сборниках и антологиях литературы СССР.
Занимался общественной деятельностью — входил в состав Президиума Удмуртского республиканского комитета защиты мира, дважды избирался депутатом Ижевского городского Совета депутатов трудящихся. Принимал участие в Днях российской и советской литературы, организованных Союзом писателей РСФСР и Союзом писателей СССР, — в Коми АССР, Мордовии, Марийской АССР и др. Был членом правления Союза писателей УАССР, совета по литературам народов РСФСР, делегатом III съезда писателей РСФСР (1970), V и VI съездов писателей СССР (1971, 1976), участником Дней Удмуртской культуры в различных регионах СССР и России.
Руководил семинарами поэзии, организованными Союзом писателей Удмуртии. Сотрудничал с удмуртскими композиторами, многие стихи Олега Алексеевича положены на музыку Г. Корепановым, Г. Корепановым-Камским, Н. Шкляевым, Н. Новожиловым, Е. Копысовой. Им написаны стихи для песен и арий к опере Г. Корепанова и А. Корепанова «Мятеж».
За сборник стихотворений «Застолица», вышедший в издательстве «Удмуртия» в 1970 году, Олегу Поскрёбышеву присуждена премия комсомола Удмуртии. В 1977 году за книги «Страда» и «Матица» — Государственная премия Удмуртской АССР.
В 2002 году ему было присвоено звание «Почётный профессор Глазовского государственного педагогического института имени В. Г. Короленко».
Умер после продолжительной болезни 16 июля 2007 года. Похоронен на Хохряковском кладбище Ижевска. На памятнике начертаны его слова:
О жизнь!

Ты не пролейся мимо

Моя любовь, и боль, и грусть.

Ты для меня неповторима,

Я для тебя не повторюсь.
В соболезновании от имени Президента Удмуртии Александра Волкова, Правительства Удмуртской Республики и Государственного Совета Удмуртской Республики говорилось: «Та огромная духовная энергия, которой наполнена каждая его книга — это энергия созидания, любви и веры в лучшее будущее. В своих стихах Олег Алексеевич выразил то, что думает и чувствует так называемый „рядовой человек“, то есть человек, живущий в российской глубинке».

## Опубликованные книги стихов
- Моё поколение: Стихи и басни. — Ижевск: Удмурт. книж. изд-во, 1960. — 68 с. — 1500 экз.
- Росинка: Стихи. — Ижевск: Удмурт. книж. изд-во, 1963. — 96 с. — 3000 экз.
- Живой фонарик: Стихи для детей. — Ижевск, 1964. — 20 с.
- Где гнездятся ласточки: Стихи и поэма. / Худож. И. А. Радыгин.— Ижевск: Удмуртия, 1966. — 100 с.; 10 000 экз.
- Застолица: Стихи. / Пред. Флор Васильев. — Ижевск: Удмуртия, 1970. — 196 с.: портр.; В пер. супероблож. — 10 000 экз. [Премия Комсомола Удмуртии, 1970]
- Как чёрный хлеб: Стихи. — М.: Совет. Россия, 1971. — 112 с. — 10 000 экз.
- Песня колосьев: Стихи / Илл. В. Карячкин. — М.: Современник, 1972. — 127 с. — 25 000 экз.
- Страда: Стихи. Поэма. — Ижевск: Удмуртия, 1973. — 106 с. — 20 000 экз. [Государственная премия Удмуртской АССР, 1977]
- Завтра стучится в дверь: Очерки. — Ижевск: Удмуртия, 1974. — 96 с. — 5000 экз.
- Ма́тица: Стихи. — М.: Современник, 1976. — 109 с. — 20 000 экз. — (Новинки «Современника») [Государственная премия Удмуртской АССР, 1977]
- Вдали от больших городов: Стихи. — М.: Мол. гвардия, 1977. — 96 с. — 10 000 экз.
- Отчий дом: Стихи / Худож. И. Гусева. — М.: Советский писатель, 1979. — 143 с. — 20 000 экз.
- Жизнью всё было: Книга стихотворений и поэм / Худож. Е. Русанов. — Ижевск: Удмуртия, 1981. — 568 с. — 9 000 экз.
- Вечное поле Родины. Из записной книжки. — Ижевск: Удмуртия. 1983. — 108 с. — (Продовольственная программа — дело всенародное)
- Когда вникнешь в мир огромный: Книга стихотворений и поэм / Худож. К. Фадин. — М.: Современник. 1983. — 190 с. — 20 000 экз.
- Бобрята — дружные ребята: Книжка для детей. / Худож. Е. Н. Русанов. — Устинов, 1984. — 20 с.: цв. ил. — 70 000 экз.
- Посох: Стихи / Худож. А. Пашков. — М.: Совет. Россия, 1985. — 176 с. — 25 000 экз.
- Здравствуй, Анна!: Поэма. / Худож. А. Р. Балтин. — Устинов: Удмуртия, 1985. — 64 с. — 3000 экз.
- Лоскутное одеяло: Рассказы. — Устинов: Удмуртия, 1986. — 232 с. — 30 000 экз.
- Бобрята — дружные ребята: Стихи для детей. — Устинов, 1986. — 20 с.
- На миру́: Стихи, поэмы. — Ижевск: Удмуртия, 1990. — 399 с.: портр.; В пер. — 3 000 экз. ISBN 5-7659-0035-6
- Милосердная ворона. Рассказы для детей и взрослых. — Ижевск, 1994.
- Я вам пригожусь: Кн. новых стихотворений. — Ижевск: Удмуртия, 1995. — 383 с.
- Разнотравье: Рассказы, очерки, эссе. — Ижевск: Удмуртия, 1998. — 414 с.: портр. ISBN 5-7659-0721-0
- Чтоб лился к свету свет: Стихи. — Худож. В. В. Рубцов. — Ижевск. 1999. — 608 с.: портр. — 3000 экз. (Отечество. Великие сыны Отечества) ISBN 5-87469-048-4
- Круг жизни над полями: Стихи 60-70-х годов. — Ижевск, 2000. — 476 с.: ил., портр. ISBN 5-7659-0041-0
- Порадевшая миру душа: Поэмы, баллады, рассказы в стихах, циклы стихотворений / [Вступит. статья З. А. Богомоловой]. — Ижевск: Удмуртия, 2004. — 256 с. — 1000 экз. ISBN 5-7659-0236-7
- Когда перевожу стихи друзей… — Ижевск: Удмуртия, 2005. — 484 с.

Выборочно:
- «Наш Современник» №4, 1976. — [Олег Поскрёбышев. Путь многих лет: C.116—117: На месте деревни. «Над трубою плачет вьюга…». Ржаной сон. Старик. (Стихи); О наших авторах. библ. справ.: Олег Алексеевич Поскрёбышев. Стр.192.] — 10 000 экз.
- «Урал» № 10, 1981. — [Олег Поскрёбышев. Новая даль у порога: «Уводит вдаль дорога от порога…». «Был крик взлохмаченной вороны…». Светел, светел, светозарен. О старом платье. За окошками мороз. «Дали то синие, то в желтизне…» (Стихи)]
- «Урал» № 8, 1996. — [Олег Поскрёбышев. С откровеньем песни, тихо спетой…: «Когда зимой из лесу я, бывало…». Гроза. Две касатки. «Мы стоим у дерева… под кручей…». «С откровеньем песни, тихо спетой…». Песня моей деревни. (Стихи)]
- «Урал» № 7, 1997. [Олег Алексеевич Поскрёбышев. Свет и темень, радость и печаль… (Стихи)]
- «Урал» № 6, 2000. [Олег Алексеевич Поскрёбышев. Час лебяжий. (Стихи)]
- «Урал» № 11, 2000. Антология одного стихотворения. [Олег Алексеевич Поскрёбышев. «Когда ноябрь еще снежка подвалит…» (Стихотворение)]

## Цитаты
Поэзия Олега Поскрёбышева ярка, как народные базары, как ярмарки. Язык сочный, будто выхваченный из разговора степенных мужиков и словоохотливых баб. <…> Мысль у него всегда упруга, звеняща, будто натянутая струна. Она несет такой заряд, что непременно остается в твоём сердце, читатель.— Флор Васильев

Критики и писатели — Н. Кузин, Н. Шундик, Н. Мережников, М. Числов, А. Бобров, В. Боков, Вад. Дементьев — рассматривали творчество Поскрёбышева в русле развития общерусской поэзии, как носителя русских национальных традиций, поставив его имя рядом с Н. Тряпкиным, О. Фокиной, А. Яшиным, Н. Рубцовым.— Зоя Богомолова

Между прочим, ему не раз предлагали вступить в партию. Он неизменно отказывался и пояснял: я ведь нигде на службе не состою, карьеру делать не собираюсь. А душой я и так за советскую власть.
Действительно, почти все годы, которые я его знал, Поскребышев нигде никаких официальных должностей не занимал. Его главным и пожалуй единственным делом в жизни была литература. По сути, он был первым настоящим профессиональным писателем в Удмуртии.— Владимир Емельянов

В тишине его поэзии всегда присутствуют пафосность и гражданственность. Да и в жизни Олег Алексеевич был, как его поэзия: тихий, громкий. И наоборот: громкий, тихий…
— Александр Вепрёв.

## Награды и премии
- Премия Комсомола Удмуртии (1970)
- «Отличник народного просвещения РСФСР» (1970)
- Медаль «За доблестный труд. В ознаменование 100-летия со дня рождения В. И. Ленина» (1970)
- Орден «Знак Почёта» (1972)
- Государственная премия Удмуртской АССР (за сб-ки стихов «Страда», «Матица» и активную общественную деятельность, 1977)
- Заслуженный работник культуры Удмуртской АССР (1980)
- Медаль «Ветеран труда» (1985)
- Почётная грамота Союза писателей РСФСР (1985)
- Народный поэт Удмуртской АССР (1987)
- Медаль «За доблестный труд в Великой Отечественной войне 1941—1945 гг.» (1993)
- Почётный гражданин Удмуртской Республики (1995)
- Орден Дружбы (1996)[11]
- Почётный знак общества «Знание» (1997)
- Почётный профессор Глазовского государственного педагогического института имени В. Г. Короленко (2002)
- Отмечен почётными грамотами СП СССР, ЦК ВЛКСМ

## Память
```
…Ушёл из жизни
просветлённый дух,
И к сердцу поступил
тяжёлый ком.
Над нами солнце
всходит и заходит…
И жизни ритм:
Он недоступен мгле
Поэт ушел?!
Поэты – не уходят!
Они навеки
с нами
на земле!
```

- В 2007 году на здании Глазовского педагогического института, где учился поэт, открыта мемориальная доска.
- В 2009 году вышла книга-воспоминание «Солнечная душа. Олег Поскрёбышев»: Воспоминания о человеке и поэте, стихи, письма, дневники.
- В 2010 году состоялась Региональная научно-практическая конференция «Первые Поскрёбышевские чтения»[13]. В деревне Бани была открыта мемориальная доска на месте отцовского дома, где стоял родительский дом Народного поэта Удмуртии Олега Поскрёбышева, впоследствии в 2022 году — стела в виде ворот. На стеле — изображение самого поэта и фото дома, в котором он родился и вырос. Рядом со стелой — стенд с информацией о жизненном пути поэта[14].
- Памяти народного поэта Удмуртии Олега Алексеевича Поскрёбышева в 2010 году был посвящён третий номер литературно-художественного и публицистического журнала «Италмас», выходящего в Ижевске, в который вошли воспоминания о поэте, посвящение, материалы из творческого наследия, стихи, рецензии, проза, интервью.
- В ЦДНИ УР в 2014 году создан архивный фонд О. А. Поскребышева, в котором описаны документы личного происхождения, собранные и сданные его вдовой З. И. Поскребышевой. В фонде собрана большая коллекция печатных изданий: книги О. Поскребышева, книги писателей Удмуртии, Советского Союза и России, большинство из которых имеют дарственные надписи от авторов (Виктор Боков, Вадим Дементьев, Римма Казакова, Лев Ошанин, Олег Хлебников и многие другие)[15].
- 15 октября 2015 года в научной библиотеке им. В. Г. Короленко состоялась Региональная научно-практическая конференция «Вторые Поскрёбышевские чтения»[16].
- В 2016 году в Глазове состоялось открытие Аллеи имени Олега Алексеевича Поскрёбышева. Аллея располагается между КЦ «Россия» и стадионом «Прогресс»[17].
- В посёлке Кез на стене дома № 92 по улице Ломоносова, где Олег Алексеевич жил с 1961 по 1972 год, открыта мемориальная доска. Также в посёлке Кез названа одна из улиц именем Олега Поскребышева, действует краеведческий музей имени О. Поскрёбышева, в котором можно познакомиться с жизнью и творчеством русского поэта Удмуртии[18].
- 23 мая 2017 года Кезской средней школе № 1 состоялось торжественное открытие мемориальной доски, посвящённой выпускнику школы, учителю, Народному поэту Удмуртии Олегу Поскрёбышеву[19][20].
- 11 февраля 2018 года при поддержке Всероссийского Благотворительного фонда «Улыбка ребёнка» в МАУК КДО Дивеевского Муниципального района состоялся вечер памяти народного поэта Удмуртии Олега Поскребышёва[21].

## Семья
- Супруга — Зоя Ивановна Поскрёбышева, врач-офтальмолог[22].
  - Дочери — Вера и Катя, внуки.[23]

## Факты
- В жизни Олега Алексеевича был период[когда?]

, когда он временно потерял зрение, даже пришлось научиться и читать и писать по-новому[24].
- Пародист Александр Иванов написал пародию на Поскрёбышева «Поём о своём». Оказаться в компании поэтов, писателей и драматургов, угодивших в ивановский прицел, было на редкость в те времена почётно: Асадов и Ахмадуллина, Вознесенский и Высоцкий, Горин и Дементьев, Евтушенко и Жванецкий, Фазиль Искандер и Яков Козловский, Окуджава и Паустовский, Рождественский и Самойлов, Солоухин и Шукшин[25][26].